# Мамалиґа
Мамали́ґа (рум. mămăligă, пор. італ. meliga, лат. milium), діал. куле́ша (угор. köles— «просо»), тока́н (від рум. tocan) — круто заварена каша з кукурудзяного борошна, страва популярна в країнах Південно-Східної Європи. Національна страва молдован та румунів (під назвою мамалига). Є традиційною стравою кухні у гуцулів (під назвою куле́ша). Популярна також у кавказьких народів: грузинів (під назвою «гомі», ღომი), мегрелів (гуму, ღუმუ), абхазів (абисҭа), адигів (мамрис), у чеченців (ах'яр худар — каша з кукурудзяного борошна), інгушів (журан-худар) та осетинів (мамæлаї кабар — досл. «шматок, щоб не померти»)[джерело?].
За смаком, консистенцією та зовнішнім виглядом відрізняється від усіх інших каш. Ріжуть її вощеною ниткою або спеціальним дерев'яним ножем.

## Приготування
Готують мамалиґу (кулешу) особливим способом з води, солі і кукурудзяного борошна в чавунці за допомогою спеціальної палички-мішалки. При готуванні для вживання замість хліба мамалиґу роблять густішою, і, як і італійська полента, вона може бути розрізана на шматки. При приготуванні для інших цілей мамалиґа буває рідшою.
Мамалиґа подається до столу з молоком, киселицею чи зі шкварками та бринзою. Іноді мамалиґу подають подрібнену в тарілці з гарячим молоком (рум. mămăligă cu lapte). З мамалиґи також роблять кукурудзяні коржі, нарізаючи і підсмажуючи її на маслі або на жирі.
Оскільки мамалиґа використовувалася замість хліба, вона входить до складу дуже великої кількості страв. Однією з таких страв є голубці (рум. sarmale) з мамалиґою. Інша страва булз (рум. bulz) — запечені кульки з мамалиґи з бринзою і маслом всередині.
Мамалиґу можна подавати до столу зі шкварками, сиром і бринзою, беконом, яйцями, грибами, смаженою рибою та ін.
У центральній Україні рецепт був запозичений у молдован під час походів до Молдови козаків на чолі із Богданом Хмельницьким. Мамалиґа (малай, милай) у козаків варилася не з кукурудзяного борошна, а з просяного, на воді, без солі, вживалася разом із солоним сиром або з бринзою. Подавалася вона лише гостям і у святкові дні.

### Рецепти
Кулеша
Ставлять у горщику окріп, зливають його третину, а на решту окропу сиплють кукурудзяне борошно. Коли вода з борошном закипить, колотять її та ставлять на жар, щоб упріла. Їдять кулешу з молоком, маслянкою, сметаною, кислим молоком, маслом, салом, з однією олією та цибулею, з борщем, саламахою, з маковим молоком.
Гуцульська кулеша
У підсолену киплячу воду всипають кукурудзяне борошно, варять, помішуючи дерев'яною ложкою 20 хвилин. Коли кулеша звариться, перевертають її на дошку і нарізують ниткою скибочки, які викладають на тарілку. На кожну скибку кладуть вершкове масло та посипають твердою бринзою.

## Галерея

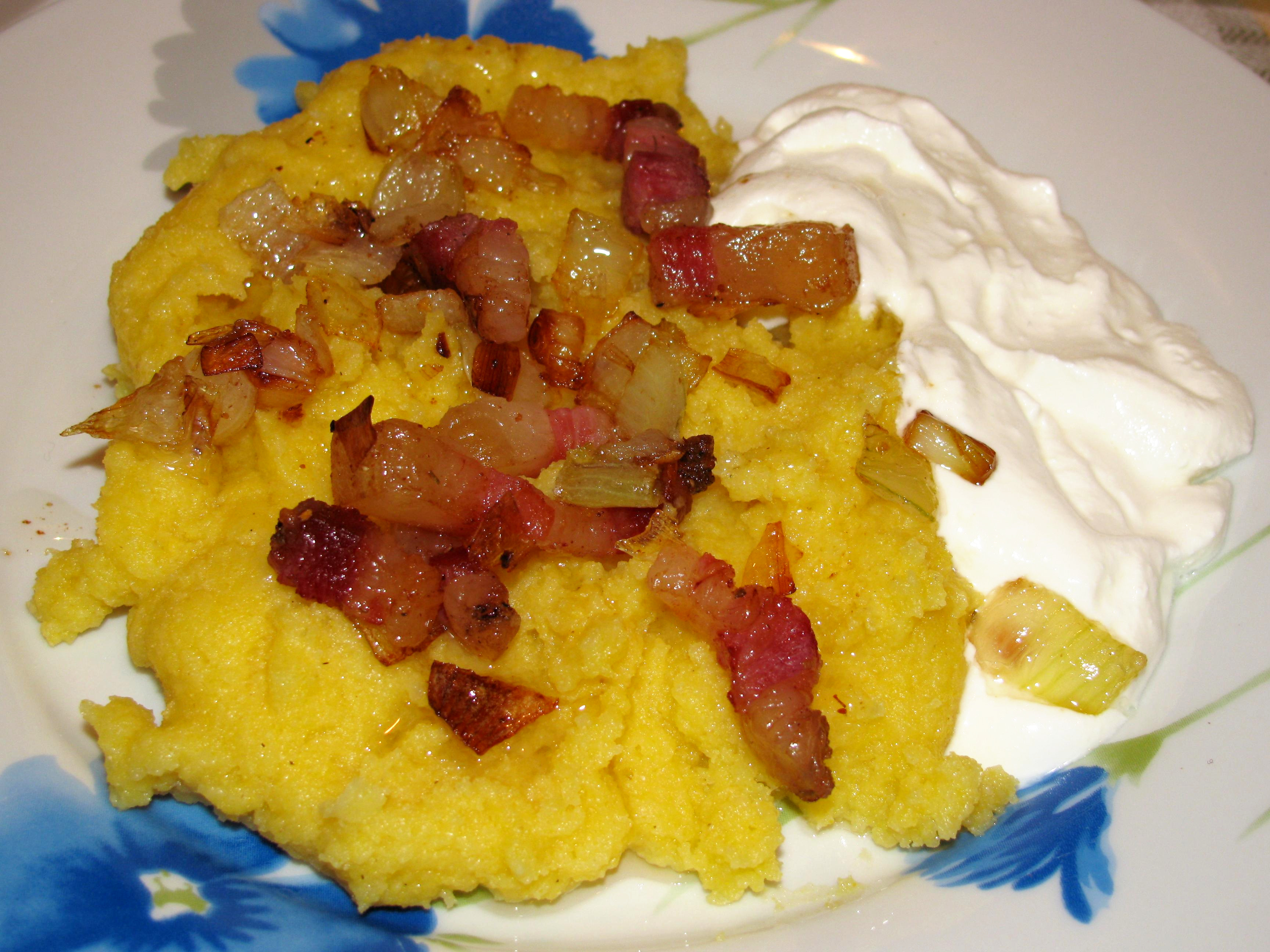
Мамалиґа, заправлена смаженою цибулею зі шкварками та сметаною
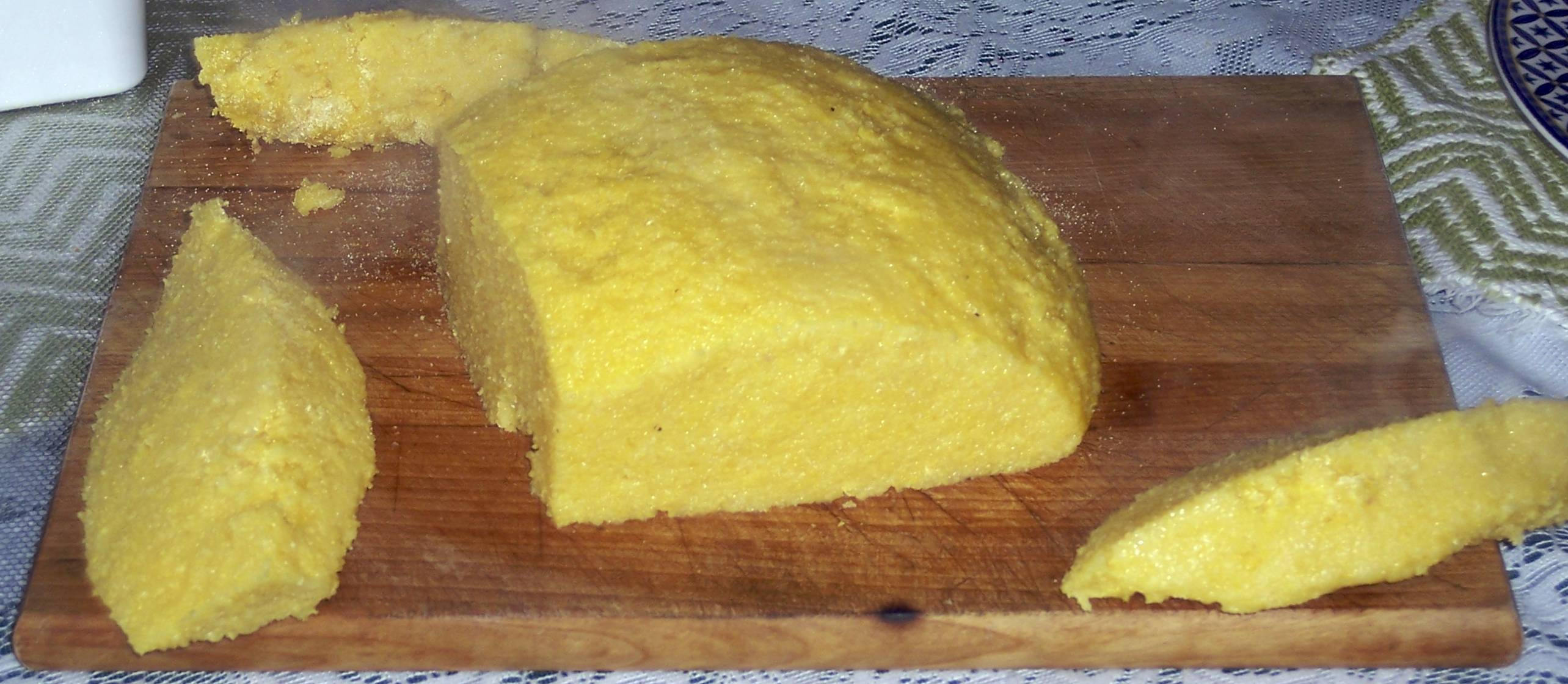
Мамалиґу можна різати на шматки
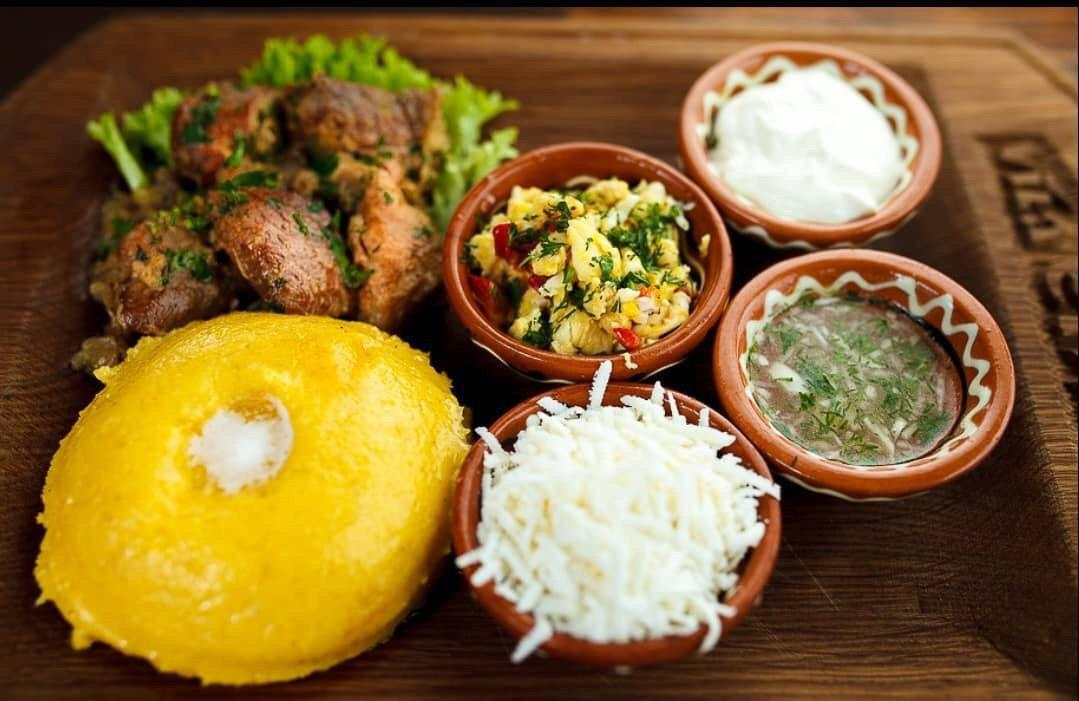
Мамалиґа